# Libice nad Doubravou
Libice nad Doubravou (en allemand : Libitz an der Doubrawa) est un bourg (městys) du district de Havlíčkův Brod, dans la région de Vysočina, en Tchéquie. Sa population s'élevait à 870 habitants en 2020.

## Géographie
Libice nad Doubravou est arrosé par la Doubrava, un affluent de l'Elbe, et se trouve à 4 km au nord-est de Chotěboř, à 19 km au nord-nord-est de Havlíčkův Brod, à 40 km au nord-nord-est de Jihlava et à 98 km à l'est-sud-est de Prague.
La commune est limitée par Maleč, Lány, Rušinov et Horní Bradlo au nord, par Trhová Kamenice au nord-ouest, par Vysočina et Slavíkov à l'est, par Sloupno, Bezděkov et Dolní Sokolovec au sud, et par Chotěboř à l'ouest.

## Histoire
La première mention écrite de la localité date de 1146. La commune a le statut de městys depuis le 10 octobre 2006.

## Administration
La commune se compose de dix quartiers :
- Libice nad Doubravou ;
- Barovice ;
- Chloumek ;
- Kladruby ;
- Křemenice ;
- Lhůta ;
- Libická Lhotka ;
- Malochyně ;
- Nehodovka ;
- Spálava.